# Yuma Koishi
Yuma Koishi (n. Japão, 15 de setembro de 1993), é um ciclista japonês que alinhou na temporada de 2017 na equipa japonesa Team Ukyo, de categoria Continental.

## Palmarés
2011
- 2º no Campeonato do Japão Contrarrelógio júnior [1]

2015
- Campeonato Asiático em Estrada sub-23 [2]
- Campeonato do Japão Contrarrelógio sub-23  [3]
- 3º no Campeonato Asiático Contrarrelógio sub-23 [4]

2018
- 3º no Campeonato do Japão Contrarrelógio